# 엘리엇 튜리엘
엘리엇 투리엘 (Elliot Turiel, 1938년 출생)은 심리학자이자 캘리포니아 대학교 버클리 교육 대학원의 저명한 교수이다. 그는 인간 발달과 교육과의 관계에 대한 과정을 가르친다. 그는 그리스 로도스에서 태어났다.

## 교육
투리엘은 예일 대학교에서 심리학 박사 학위를 취득했으며, 그의 작업에 큰 영향을 미친 로런스 콜버그의 학생이었다.

## 연구
투리엘은 사회적 판단 및 행동의 발달, 도덕 추론의 발달, 학교 환경에서 아동의 권위와 규칙에 대한 개념, 그리고 문화와 사회 발달에 대한 연구를 수행한다. 그는 또한 구겐하임 펠로와 국립 정신 건강 연구소 펠로를 지냈다. 그의 전문 분야는 인지 발달, 도덕 및 윤리 연구, 그리고 사회 및 정서 발달을 포함한다.

## 저서 및 출판물
다음은 투리엘의 저서 및 기타 출판물이다.
- 사회 지식의 발달: 도덕과 관습 (1983) - 인용
- 아동 심리학 핸드북에 실린 도덕의 발달 (1998)
- 케임브리지 대학교 출판부의 도덕의 문화: 사회 발달, 맥락, 갈등 (2002)
- 아동 발달에 실린 미취학 아동의 사회적 상호작용 및 사회 개념 발달 (1978)
- 어린 아동의 도덕성 출현에 실린 도덕성: 그 구조, 기능 및 변덕 (멜라니 킬런, 찰스 헬윅 공저, 1987)
- 아동 도덕 판단 발달 단계의 순서성에 대한 실험적 검증 (1966)

## 내용주
1. ↑  Haidt, Jonathan (2012), 《The Righteous Mind: Why Good People Are Divided by Politics and Religion》, Pantheon, ISBN 978-0-307-37790-6